# Marc Castells Ortega
Marc Castells Ortega, més conegut com a Marc Castells, (Sueca, 12 de març de 1990) és un futbolista valencià que juga de migcampista al UE Santa Coloma andorrà.
El seu germà, Cristian Castells, és també futbolista.

## Carrera esportiva
Marc Castells va començar la seva carrera esportiva al València Mestalla, l'any 2009.
Durant la temporada 2009-10 va estar cedit al Poli Ejido, equip que es trobava a Segona Divisió B, i la temporada 2010-11 va estar cedit al Reial Oviedo, de la mateixa categoria aleshores.
El 2012 va fitxar pe l'Asteras Tripolis de la Superlliga de Grècia, club en el qual va estar una temporada.
El 2014 va fitxar per un altre club grec, l'AE Larisa, en el qual va estar molt poc temps, fitxant aquell mateix any pel CE Castelló de la Tercera Divisió d'Espanya. En el Castelló va deixar molt bona impressió, després de disputar 50 partits, en els quals va marcar un gol, en dues temporades. Per això, i després de passar pel CE L'Hospitalet i l'FC Zirka ucraïnès, va tornar en 2018 al CE Castelló, convertint-se el 2019 en nou capità del club castellonenc.
Com a capità, la temporada 2019-20, el Castelló va aconseguir l'ascens a la Segona Divisió, després de 10 anys sense trepitjar aquesta categoria.